# Cidade Digital (Distrito Federal)
Cidade Digital é um pólo de desenvolvimento brasileiro criado pelo Governo do Distrito Federal.